# Decade of Perdition
A Decade of Perdition videó a magyar Sear Bliss együttes 2005-ben megjelent dvd filmje, melyet a zenekar 10 éves jubileumi koncertjén forgattak Budapesten. Az aktuális Sear Bliss tagság mellett a színpadon vendégként megjelenik Csihar Attila a Mayhem frontembere, valamint korábbi tagok is: Scheer Viktor gitáros és Szűcs Gergely trombitás, szintetizátoros.
A koncertfilmen túl egy a zenekar történetét felvázoló riportfilm is látható a dvd-n, amelyben a tagok mellett a zenekar történetének más fontos szereplői is nyilatkoznak, mint a dalszövegíró Halász Attila és a lemezborítókat készítő holland grafikus Kris Verwimp.
A dvd első szériája képhibás volt, a kiadó ezután újranyomta a lemezeket.

## A videó tartalma
- 10-year Anniversary Show (E-klub, Budapest)

1. Intro – 0:40
2. Arx Idolatriae – 4:15
3. Far Above the Trees – 6:14
4. My Journey to the Starts – 6:38
5. Birth of Eternity – 5:32
6. Hell Within – 5:23
7. Twilight – 4:20
8. In the Shadow of Another World – 8:20
9. Ancient – 6:21
10. The Pagan Winter – 4:07
11. 1100 Years Ago – 6:02
12. Outro – 1:11

- The Band (documentary)
- Fotógaléria

## Közreműködők
- Nagy András – basszusgitár, ének
- Csejtei Csaba – gitár
- Neubrandt István – gitár
- Schönberger Zoltán – dob
- Pál Zoltán – harsona

Vendégek:
- Csihar Attila – ének
- Scheer Viktor – gitár
- Szűcs Gergely – trombita, szintetizátor

## Külső hivatkozások
- Sear Bliss hivatalos weboldal
- Encyclopaedia Metallum